# Alzano Scrivia
Alzano Scrivia – miejscowość i gmina we Włoszech, w regionie Piemont, w prowincji Alessandria.
Według danych na styczeń 2010 gminę zamieszkiwało 385 osób przy gęstości zaludnienia 186 os./1 km².